# Robert Resiger
Robert Resiger (ur. 4 maja 1861 w Łodzi, zm. 30 marca 1943 tamże) – polski chemik, właściciel drukarni w Łodzi, społecznik.

## Nauka, studia
Syn Johannesa (1827–1907) i Franciszki Heinzel (1816–1874), przyrodni brat jednego z największych łódzkich przemysłowców Juliusza J. Heinzla.
Ukończył Wyższą Szkołę Rzemieślniczą w Łodzi (była to wbrew nazwie średnia szkoła techniczna), a dzięki pomocy przyrodniego brata – wybitnego łódzkiego przemysłowca J. J. Heinzla studiował do 1884 chemię na Politechnice w Zurychu.

## Działalność zawodowa
W lutym 1892 wspólnie z M. Reicherem przystąpił do spółki w fabryce należącej do chemika Władysława Kłobukowskiego, położonej we wsi Rędziny koło Częstochowy. W lipcu przystąpił do budowy fabryki chemicznej w Pabianicach razem z Ludwikiem Schweikertem.
Był członkiem zarządu Towarzystwa Akcyjnego „Grand-Hotel”.
Po ślubie z Olgą Zoner wystąpił ze spółki i w lipcu 1899 przejął od teścia – Leopolda Zonera – jego drukarnię, czynną przy ul. Piotrkowskiej 108. Po kilku tygodniach – jako jego wspólnik, wydawca gazety, fachowiec i posiadacz kwoty 40 000 rubli – uzyskał 18 października 1899 koncesję na jej prowadzenie, którą formalnie zrealizował 19 grudnia 1899. Użytkował 5 maszyn litograficznych i 6 typograficznych oraz wiele pomocniczych, poruszanych przez silniki parowe o mocy 9 KM.
W lutym 1900 zatrudniał 102 robotników (w tym 43 mężczyzn i 14 kobiet oraz 45 dzieci). Starszemu Inspektorowi Fabrycznemu (SIF) zgłosił obrót w wysokości 60 000 rubli. Zwolnił zajmowany lokal, należący do L. Zonera, i wynajął na 5 lat od Wilhelma Prizera pomieszczenia przy ul. Nowo Spacerowej 39 (obecnie al. Kościuszki 83) za 4000 rubli rocznie. Według dotychczasowej literatury rozpoczął tam działalność 15 stycznia 1900, a według SIF – 7 kwietnia 1901. Firmą kierował Władysław Frankowski, drukując przy pomocy 97 pracowników książki, ilustracje i druki handlowe. W 1902 zakład zatrudniający 115 pracowników, mający 5 dużych oraz 6 małych maszyn litograficznych, 2 duże i 3 małe typograficzne, 2 gilotyny, 4 zszywarki i 2 maszyny do składu – poruszanych silnikiem o mocy 12 KM, należał do największych w Łodzi. Pracowało w nim w latach: 1903 – 120, w 1906 – 150 osób i w 1911 – 173 osoby. Natomiast według danych z Księgi Adresowej Miasta Łodzi... w 1905 zatrudniał 95, a w 1910 – 150 do 170 robotników.
Od maja 1904 do października 1910 firmę prowadził Zygmunt Terakowski, a po nim Edmund Roman, od listopada 1911 – Władysław Wcisło. Wartość produkcji w tych dwóch latach wynosiła odpowiednio 60 800 i 170 000 rubli. Protokoły SIF zawierają liczne dane z lat 1900–13 o wymiarze czasu pracy – od 7:00 do 12:00 i od 13:30 do 19:00 (od 1904 stopniowo ulegał on redukcji do 4 dni w tygodniu, a w 1907 do 6 godzin dziennie) i sumie płac, która wynosiła: w 1902 – 21 400 rubli dla 115 robotników, w 1903 – 25 900 rubli (127 osób), w 1904 – 26 400 rubli (136), w 1905 – 22 800 rubli (150), w 1908 – 39 000 rubli (150), w 1909 – 48 500 rubli (165), w 1910 – 54 000 rubli (175), w 1913 – 51 000 rubli (162). W 1908 zainstalowano napęd elektryczny z silnikiem o mocy 15 KM, a w 1911 – o mocy 35 KM. Wówczas też wzrosła liczba zamówień i czas pracy. Ponieważ minął kolejny pięcioletni okres dzierżawy lokalu, zamiast odnawiać dzierżawę, Resiger kupił 1 lutego 1910 dom, w którym mieściła się drukarnia. W październiku 1913 przyjął na wspólnika przemysłowca Oswalda O. Müllera.
Posiadał w Warszawie przedstawiciela w osobie J. Natanbluta.
W 1912 kupił komplet nowych czcionek w odlewni Hermanna Bertholda w Petersburgu. W miejscowej prasie reklamował wyroby introligatorskie swojej firmy i nowy materiał do tek, portfeli, okładek ksiąg handlowych z nowoczesnych materiałów Dermotoidu i Libroidu produkowanych w zakładach L. Grohmanna w Łodzi, przewyższających znacznie skórę i płótna introligatorskie, gdyż nie dają się zmywać.
Do 1918 wydrukował łącznie 127 druków zwartych.
Wspólnie z Zygmuntem Terakowskim opracował Podręcznik kalkulacyjny robót drukarskich, litograficznych, introligatorskich oraz materiałów cła wwozowego i transportu, który wydał drukiem w 1908, sprzedając każdy ze 100 egzemplarzy po 35 rubli.
Za wykonane towary firma otrzymała m.in. złote medale na wystawach: higienicznej w 1903 w Łodzi, wszechświatowej 1905 w Brukseli i gospodarczej 1908 w Rostowie.
Firmę zlikwidował w 1917, a jej upadek przyspieszyła rekwizycja maszyn przez Niemców w chwili, gdy przeżywała ona trudności wobec braku zamówień, oraz pożar w 1916 nieubezpieczonej drukarni przy al. Kościuszki 83. Straciwszy majątek, Resiger pracował jako ajent ubezpieczeniowy, a do 1939 dyrektor łódzkiego oddziału zakładu ubezpieczeń „Riunione Adriatica di Sicurtà” przy ul. Piotrkowskiej 136.
W 1937 mieszkał w Łodzi przy ul. Piotrkowskiej 129.

## Działalność pozazawodowa społeczna
Według przekazów rodzinnych nie lubił swojej pracy, lecz zajmował się działalnością społeczną. Był inicjatorem, sekretarzem i współzałożycielem Stowarzyszenia Właścicieli Drukarń założonego w 1907. Jako sportowiec założył w 1886 elitarne Łódzkie Towarzystwo Cyklistów, którego był prezesem przed Stanisławem Lorentzem i swym bratankiem J. T. Heinzlem. Dzięki jego staraniom powstał plac dla kolarzy przy ul. Przejazd 5/7 (obecnie ul. Tuwima) u zbiegu z ul. Dziką (obecnie ul. Sienkiewicza), a w zimie lodowisko.
W 1910 należał do założycieli, a potem był wieloletnim członkiem Łódzkiego Towarzystwa Entomologicznego.
Próbował swych sił jako malarz amator.
27 października 1896 ożenił się z Olgą Teodorą Zoner (ur. w 1874 w Łodzi, zm. w 1960 tamże), córką przemysłowca i właściciela drukarni Leopolda i Olgi z Waherów. Wnuczka, Maria Szczech-Obraniak (ur. 28 września 1934), mieszka w Łodzi, prawnik, żona inżyniera Mirosława Obraniaka.